# Priorità di diaframma

Un selettore delle modalità in stile Nikon che mostra la modalità priorità diaframma.

La priorità di diaframma (abbreviata in A o Av (da Aperture value) è la funzione presente in alcune fotocamere che consente l'impostazione automatica del tempo di apertura dell'otturatore calcolata dall'esposimetro, in relazione all'apertura di diaframma impostata dall'utente; può risultare utile nelle riprese per le quali è preferibile avere un maggior controllo sulla profondità di campo piuttosto che sui tempi di esposizione.

## Utilizzo
Questa funzione permette una messa a fuoco selettiva solamente sul soggetto od un suo particolare utilizzando grandi aperture di diaframma. Scegliendo invece piccole aperture, consente di rendere nitida una porzione più ampia del campo inquadrato.
Molte macchine fotografiche compatte a fuoco fisso sfruttano quest'ultima particolarità utilizzando piccoli diaframmi e tenendo la lente a fuoco sulla distanza iperfocale.
La funzione inversa è detta priorità di tempo; alcune fotocamere permettono la ripresa in entrambe le modalità.